# ديفيد بي. هيرتز
ديفيد بي. هيرتز (بالإنجليزية: David B. Hertz)‏ هو رياضياتي أمريكي، ولد في 1919، وتوفي في 13 يونيو 2011.